# Stora Tallsjön
Stora Tallsjön är en sjö i Flens kommun i Södermanland och ingår i Nyköpingsåns huvudavrinningsområde. Sjön har en area på 0,106 kvadratkilometer och ligger 61,8 meter över havet.

## Delavrinningsområde
Stora Tallsjön ingår i det delavrinningsområde (655790-154136) som SMHI kallar för Inloppet i Mellösasjön. Medelhöjden är 58 meter över havet och ytan är 37,24 kvadratkilometer. Räknas de 7 avrinningsområdena uppströms in blir den ackumulerade arean 62,74 kvadratkilometer. Hedenlundaån som avvattnar avrinningsområdet har biflödesordning 3, vilket innebär att vattnet flödar genom totalt 3 vattendrag innan det når havet efter 77 kilometer. Avrinningsområdet består mestadels av skog (60 procent), öppen mark (10 procent) och jordbruk (21 procent). Avrinningsområdet har 0,24 kvadratkilometer vattenytor vilket ger det en sjöprocent på 0,6 procent. Bebyggelsen i området täcker en yta av 2,37 kvadratkilometer eller 6 procent av avrinningsområdet.